# Taubertal-Festival

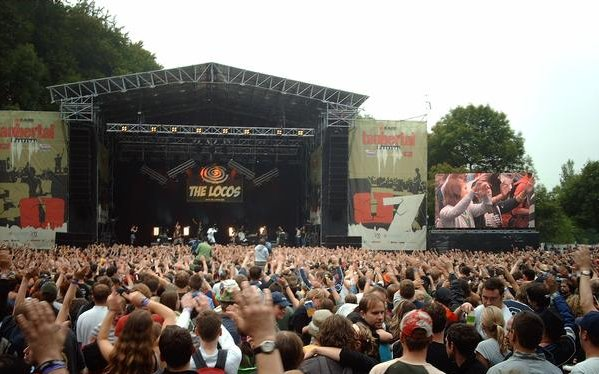
The Locos na głównej scenie w 2007

Taubertal-Festival lub Taubertal-Openair – festiwal muzyczny organizowany corocznie od 1996 przez w dolinie rzeki Tauber w Rothenburg ob der Tauber w Bawarii. Obecnie organizowany jest przez KARO GmbH i Volkera Hirscha.
Festiwal trwa 3 dni. W 2008 uczestniczyło w nim 22 000 osób.
Na festiwalu wystąpili m.in.: The Bates, HIM, Nightwish, Die Ärzte, Die Fantastischen Vier, Fettes Brot, The Hives, Culcha Candela, Anti-Flag, The Cure, Bloodhound Gang, Silbermond, Subway to Sally, Schandmaul, In Extremo, Die Schröders, Turbonegro, H-Blockx, Donots, Pink, Ska-P i The Locos.
W 2009 wystąpili: Die Toten Hosen, Farin Urlaub Racing Team, Maximo Park, Taking Back Sunday, In Extremo, Flogging Molly, The Subways, The Rifles, Clueso, Sondaschule, Frittenbude, Montreal i Asaf Avidan & the Mojos.